# Larry Kert
Lawrence Frederick Kert (5 de dezembro de 1930 – 5 de junho de 1991) foi um ator, cantor e dançarino americano. Ele é mais conhecido por seu papel de Tony na produção original da Broadway do musical West Side Story. Ele foi indicado ao Tony Award (1971) por seu trabalho na comédia musical Company (1970).

## Juventude
Kert nasceu em Los Angeles, o caçula de quatro filhos de pais judeus ortodoxos, Harry e Lillian (nascida Pearson; originalmente Peretz) Kert (algumas fontes citam o sobrenome da família como Kurt). A irmã mais velha de Kert, Anita, tornou-se vocalista, conhecida por dublar Rita Hayworth e outras estrelas não cantoras em seus filmes. Ele e seus irmãos se formaram na Hollywood High School. Um cartaz do Shubert Theater Playbill para I Can Get It For You Wholesale de 1963, estrelado por Kert, afirma: "Ele frequentou o Los Angeles City College. Quando adolescente, trabalhou como domador de cavalos selvagens para selar - o que o levou a uma carreira na adolescência como dublê, substituto e extra em quase 100 filmes".
O primeiro crédito profissional de Kert foi como membro de uma trupe teatral chamada "Bill Norvas and the Upstarts" na revista da Broadway de 1950, Tickets, Please!. Após uma temporada de sete meses, ele trabalhou esporadicamente na Broadway, Off-Broadway e em produções de balé como dançarino até 1957, quando foi escalado para West Side Story.

## West Side Story

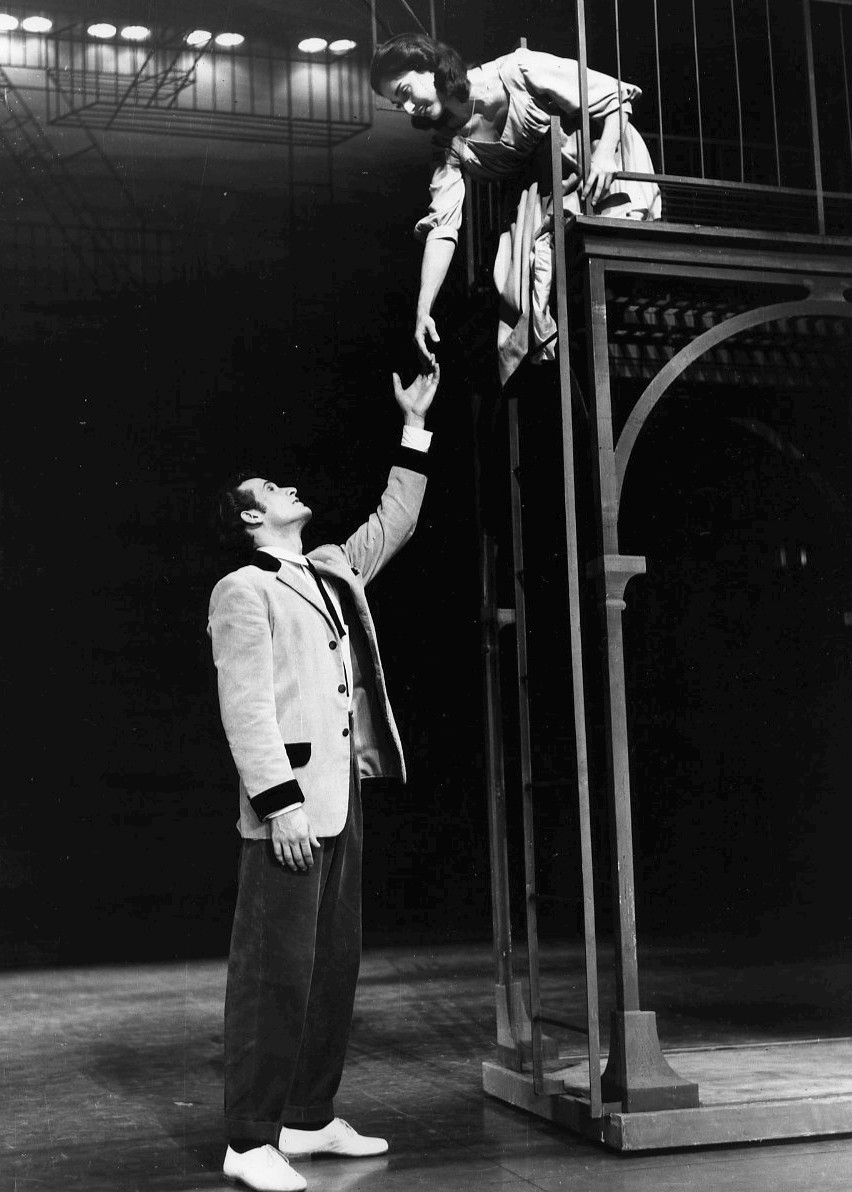
Larry Kert e Carol Lawrence na cena da varanda de West Side Story, elenco original da Broadway (1957)

Em 1955, enquanto dançava no refrão do show Mr. Wonderful de Sammy Davis Jr., Kert foi recomendado por sua colega dançarina e amiga Chita Rivera, que acabou ganhando o papel de Anita em West Side Story, para fazer um teste como dançarina para Gangway durante a primeira pré-produção da Broadway do musical Arthur Laurents-Leonard Bernstein-Stephen Sondheim, mais tarde intitulado West Side Story, uma adaptação de Romeu e Julieta ambientada no lado oeste do centro de Manhattan na década de 1950. Kert foi o 18º entre 150 candidatos a fazer o teste, mas foi o primeiro a ser cortado. Alguns meses depois, enquanto trabalhava para a Esquire em um programa publicitário, Stephen Sondheim o abordou depois de vê-lo se apresentar e marcou um teste para o papel de Tony. Kert relutou em aceitar a oferta, mas algumas semanas depois foi informado de que tinha o papel.
De acordo com Arthur Laurents, que escreveu o livro para West Side Story, Kert era "um extrovertido da Califórnia, risonho, alegre, mortalmente engraçado e abertamente gay". O diretor e coreógrafo Jerome Robbins frequentemente entrava em conflito com Kert, castigando-o publicamente por ser um "faggot", apesar do fato de o próprio Robbins, o colega dançarino Tommy Abbott e a maior parte da equipe criativa serem gays. Kert não repetiu seu papel na versão cinematográfica de 1961 porque aos 30 anos ele não poderia ter interpretado um adolescente de maneira confiável. O papel foi para o ex-ator infantil Richard Beymer, cujos vocais foram dublados por Jimmy Bryant. Kert ficou chateado por ter sido preterido para o papel, porque esperava que isso impulsionasse sua carreira cinematográfica.

## Sucesso e lutas
A carreira posterior de Kert teve apenas pontos altos ocasionais. A Family Affair mancou por três meses no início de 1962. Ele foi membro do elenco da infame e malfadada versão musical da novela de Truman Capote, Breakfast at Tiffany's, que foi encerrada durante as prévias em dezembro de 1966. Seu próximo projeto, La Strada (1969), estrelado por Bernadette Peters, fechou na noite de estreia. Ele frequentemente trabalhou em Off-Broadway, oficinas de teatro e ensinou dança. No entanto, substituindo o ator original que adoeceu, ele interpretou o protagonista masculino Cliff na primeira temporada de Cabaret durante a maior parte de sua temporada.
Sua próxima grande chance veio como substituto de Dean Jones como líder da  Company (1970) de Stephen Sondheim. Logo após a noite de estreia, o diretor Harold Prince liberou Jones de seu contrato e substituiu Kert. O comitê de indicação ao Tony Awards permitiu-lhe competir na categoria de Melhor Ator em Musical, embora as regras normalmente restringissem as indicações ao artista que originou o papel. O álbum original do elenco de Company já havia sido gravado antes de Kert se juntar ao primeiro elenco. Quando o elenco viajou para Londres para reprisar seus papéis, a Columbia Records gravou novas faixas com Kert para substituir aquelas que Jones havia gravado. Esta gravação com Kert foi lançada como gravação original do elenco de Londres. Em 1998, quando a Sony Music, que havia adquirido o catálogo da Columbia, lançou uma nova versão digital da gravação original do elenco da Broadway, a versão de Kert de "Being Alive", o número final do show, foi incluída como faixa bônus.
Em 1977, ele ganhou o papel do protagonista de Liza Minnelli em "Happy Endings", filme dentro do filme New York, New York. Kert esperava que seu papel como produtor, embora pequeno, fosse seu grande avanço no cinema. Mas antes da inauguração de New York, New York a United Artists, a distribuidora, insistiu que era muito longo e convenceu o diretor Martin Scorsese a retirar a maior parte da sequência de 11 minutos de "Happy Endings" da versão final, incluindo todas as cenas de Kert. Em 1981, New York, New York foi relançado com "Happy Endings" intacto e o papel de Kert restaurado.
Em 1975, ele apareceu em A Musical Jubilee, uma revista que durou apenas três meses. Rags (1986) fechou dois dias depois de sua estreia. Em seu último show, Legs Diamond (1988), ele foi substituto do astro Peter Allen. Uma das últimas gravações de Kert foi o álbum de estúdio de 2 CDs de 1987 com as partituras completas de dois musicais de George e Ira Gershwin: Of Thee I Sing e sua sequência Let 'Em Eat Cake. Esta foi a primeira vez que essas pontuações foram registradas na íntegra.
Kert fez breves aparições nos longas-metragens Gentlemen Prefer Blondes (1953) e New York, New York (1977). Seus créditos na televisão incluíram participações especiais em The Sorcerer's Apprentice (Alfred Hitchcock Presents), Kraft Suspense Theatre, The Bell Telephone Hour, Combat! (episódio da 4ª temporada "One At A Time", exibido em 1966), Hawaii Five-O, Kojak: Conspiracy of Fear (1973), e Love, American Style. Ele também apareceu diversas vezes no The Tonight Show Starring Johnny Carson.

## Morte
A última aparição de Kert no palco aconteceu em uma companhia de turnê de La Cage aux Folles, mas ele faltou às apresentações por causa de doença. Kert morreu, aos 60 anos, em sua casa de AIDS em Manhattan, em 5 de junho de 1991. O parceiro de longa data de Kert no momento de sua morte era Ron Pullen, embora isso só tenha se tornado público depois de sua morte.

## Créditos do palco
- Tickets, Please! (1950)
- John Murray Anderson's Almanac (1953)
- Ziegfeld Follies de 1956 (1956)
- Mr. Wonderful (1956)
- West Side Story (1957; 1960)
- A Family Affair (1962)
- Breakfast at Tiffany's (1966) (fechado antes da abertura da Broadway)
- Cabaret (1968)
- La Strada (1969)
- Lock Up Your Daughters (1969)
- Company (1970; 1972) (substituto de Dean Jones)
- Two Gentlemen of Verona (1973)
- Sondheim: A Musical Tribute (1973)
- Sugar (1974)
- All American (1975)
- Mexican Hayride (1975)
- A Musical Jubilee (1975)
- Side by Side by Sondheim (1977; 1978; 1985)
- Joley (1979) (fechado na estrada)
- Al Jolson Tonight (1980; fechado antes da abertura na Broadway)
- They Say It's Wonderful: A Salute to Irving Berlin (1981)
- Anything Goes (1982)
- Barnum (1983)
- They're Playing Our Song (1983)
- Funny Girl (1984)
- Guys and Dolls (1984)
- Rags (1986)
- The Rise of David Levinsky (1987)
- Let 'Em Eat Cake (1987)
- Of Thee I Sing (1987)
- La Cage aux Folles (1987)
- Legs Diamond (1988)
- Nymph Errant (1989)

## Filmografia selecionada
- Alfred Hitchcock Presents (1962) (7ª temporada, episódio 39: "The Sorcerer's Apprentice") como George
- Hawaii Five-O (1973) (5ª temporada, episódio 15: "Thanks for the Honeymoon") como Marty